# Marie-Élisa Nordmann-Cohen
Marie-Élisa Nordmann-Cohen (París, 4 de noviembre de 1910 - 15 de agosto de 1993) fue una química y miembro de la resistencia comunista francesa.

## Trayectoria
Nordmann-Cohen nació en 1910 en una familia acomodada francesa. Tras finalizar sus estudios de secundaria aspiraba a estudiar medicina, aunque como su madre consideraba que no era una profesión adecuada, se inclinó por la química. En 1930 se diplomó en ingeniería química. Gracias a una beca formó parte del laboratorio de Georges Urbain en la École nationale supérieure de chimie de París. En 1934 se incorporó a este laboratorio  France Bloch-Sérazin, hija del dramaturgo Jean-Richard Bloch. Ambas se hicieron muy buenas amigas, compartían su pasión por el trabajo y su compromiso social. En 1936 Nordmann-Cohen se unió al Comité Mundial de las Mujeres contra la Guerra y el Fascismo, donde participó en acciones de apoyo a obreros en huelga y colectas para ayudar a la España republicana. En 1937 trabajó como técnica asistente de geología en el laboratorio de Auguste Michel Lévy. Fue alumna del físico Paul Langevin, bajo cuya dirección obtuvo un doctorado en química en junio de ese año. 
En 1940 comenzó a militar en el partido comunista. Fue miembro de la Resistencia francesa. Una de sus misiones fue suministrar mercurio que preparaba en su laboratorio para la fabricación de explosivos, actividad de la que se encargaba su amiga Bloch-Sérazin, que había sido expulsada del trabajo por su condición de judía y comunista. Junto al físico Jacques Solomon y al filósofo Georges Politzer colaboró en la redacción y distribución del periódico L'Université libre y en la revista antifascista La Pensée.
El 16 de mayo de 1942, junto a un gran número de mujeres, Nordmann-Cohen y Bloch-Sérazin fueron arrestadas y entregadas a la Gestapo. Bloch-Sérazin fue torturada y guillotinada en febrero de 1943. Por su parte, Nordmann-Cohen, tras el paso por diversas prisiones francesas, fue deportada al campo de concentración de Auschwitz en enero de 1943, donde su madre fue gaseada. El 22 de abril de 1945 fue liberada tras pasar por el subcampo de Rajsko, el campo de Ravensbrück y Mauthusen. Durante este periodo realizó trabajos de química participando en el estudio de una especie de diente de león del que los alemanes pretendían extraer látex. En Ravensbrück analizaba la orina de las personas enfermas.
Después de la guerra, colaboró con el científico Frédéric Joliot-Curie y participó en la creación del consejo científico del CEA (Comisión Francesa de Energía Atómica y Energía Alternativa). Se convirtió en asistente de química en la Sorbona y, más tarde, en la Universidad de Orsay. Fue la presidenta de la Asociación de Amistad de Ex Deportados de Auschwitz.
Se casó con el periodista Francis Cohen. Falleció el 15 de agosto de 1993.